# Communauté de communes du Perche Senonchois
Die Communauté de communes du Perche Senonchois ist ein ehemaliger französischer Gemeindeverband mit der Rechtsform einer Communauté de communes im Département Eure-et-Loir in der Region Centre-Val de Loire. Der Gemeindeverband wurde am 25. November 2003 gegründet und bestand aus sieben Gemeinden. Der Verwaltungssitz befand sich im Ort Senonches.

## Historische Entwicklung
Mit Wirkung vom 1. Januar 2017 fusionierte der Gemeindeverband mit der Communauté de communes de l’Orée du Perche und bildete so die Nachfolgeorganisation Communauté de communes des Forêts du Perche.

## Ehemalige Mitgliedsgemeinden
1. Digny
2. La Framboisière
3. Jaudrais
4. Louvilliers-lès-Perche
5. Le Mesnil-Thomas
6. La Saucelle
7. Senonches